# Forcipestricis dasys
Forcipestricis dasys är en stekelart som beskrevs av Hayat 2003. Forcipestricis dasys ingår i släktet Forcipestricis och familjen sköldlussteklar. Inga underarter finns listade i Catalogue of Life.